# Cenchritis muricatus
Cenchritis muricatus is een slakkensoort uit de familie Littorinidae. De wetenschappelijke naam werd gepubliceerd in 1758 door Carl Linnaeus in de tiende editie van Systema naturae.